# Alexeter angularis
Alexeter angularis là một loài tò vò trong họ Ichneumonidae.